# 心冤
《心冤》是一部2019年的香港犯罪推理的原創迷你劇。由葉念琛導演，嚴嘉念監製，惠英紅、黃秋生、謝君豪等主演。由福斯傳媒集團出品，劇集福斯旗下的衛視電影台首播，1月7日23:00連播兩集，1月14日起23:00播放，並在FOX+網上串流平台20:00上線和腾讯视频上架。
騰訊視頻因應本劇涉及血腥暴力和性侵犯情節作出刪減處理及更改部份故事結尾，播出的是審查後刪減版，同時亦將黃秋生的出鏡畫面幾乎全面刪剪。對此，黃秋生曾於受訪時指自己並不知情，並對刪剪做法相當不滿。

## 演員列表
- 惠英紅 飾 寶飛鳳：

重案組高級督察，擁有非凡的直覺。
- 黃秋生 飾 劉偉義：

前重案組總督察，寶飛鳳丈夫。
- 謝君豪 飾 祁德勝：

重案組總督察，鐵面神探。血癌康復者
- 李錦成 飾 警務處處長
- 張同祖 飾 張志遠，高級警司，寶飛鳳上司
- 小　肥 飾 韋以江，警員，寶飛鳳下屬
- 黃澤鋒 飾 信謙，警員，寶飛鳳下屬
- 白　彪 飾 魯錦，警員
- 黃翠儀 飾 魯錦的妻子
- 胡子彤 飾 魯少鋒，魯錦兒子，寶飛鳳下屬
- 方志駒 飾 阿驅，寶飛鳳下屬
- 雷深如 飾 游可藍，祁德勝下屬
- 陳安立 飾 陳宏志，祁德勝下屬
- 陳卓華 飾 警員
- 謝志豪 飾 警員
- 盧逸峯 飾 警員
- 曾建峰 飾 便裝警員
- 陳嘉莉 飾 年輕寶飛鳳
- 黃心美 飾 Suey，鑑證科
- 張松枝 飾 雷義霆，黑社會頭目
- 何傲兒 飾 Yoko，自稱劉偉義情婦
- 余家倫 飾 黃浩鼎，富商，邦國集團主席
- 談善言 飾 羅天儀，黃浩鼎孫女，患蠶豆症
- Boggs Sarinna Hoi Ching 飾 少女羅天儀
- 柳俊江 飾 馬智燊，羅天儀就讀學校的副校長
- 陳海寧 飾 陳思琪，羅天儀的同學
- 余達志 飾 陳福全，黃浩鼎的司機
- 楊馥甄 飾 黃美儀，黃浩鼎的女傭，陳福全的妻子，十年前夥同外甥三人一同綁架羅美儀，勒索贖金三億元
- 陳炳銓 飾 陳學聰，陳福全的兒子
- 鄭佑男 飾 少年陳學聰
- 張鴻熙 飾 大哥哥，羅天儀的補習老師，黃美儀的外甥
- 鄭蓓娜 飾 董醫生，陳學聰在男童院時的心理醫生
- 王文成 飾 鬼頭添，強姦犯
- 陳俞希 飾 女主持人
- 尚明輝 飾 李管家
- 廖愛玲 飾 娣姐
- 吳肇軒 飾 石晉
- 阮德鏘 飾 謝永倫，智障人士，被石晉利用，喜歡雪兒
- 曾淑雅 飾 雪兒，石晉女朋友，援交女
- 邱萬城 飾 石昇
- 曹英發 飾 石萬章，石昇和石晉的父親
- 顧翠英 飾 何玉珍，石昇和石晉的母親
- 尹子軒 飾 少年石昇
- 陳學文 飾 少年石晉
- 黎永鴻 飾 收買佬
- 譚俊雄 飾 的士司機
- 張紋嘉 飾 潘秀琴，韋以江的妻子，育有一對子女
- 林靖雯 飾 小雲，韋以江和潘秀琴的女兒
- 黃楷翔 飾 小吉，韋以江和潘秀琴的兒子
- 邵仲衡 飾 陳四季，壽司店老闆，和潘秀琴有染
- 和泉素行 飾 西田直人，壽司店刺身師傅，陳四季師弟，和潘秀琴有染
- 黃素歡 飾 壽司店職員
- 譚若欣 飾 男街坊
- 洪慧娟 飾 女街坊
- 王施千 飾 女遊客
- 吳威瑾 飾 男食客
- 徐惠瑜 飾 女食客
- 劉順卿 飾 英姐
- 余銘康 飾 股票經紀
- 黃國華 飾 律師
- 陳士庭 飾 雪糕車小販
- 周國賢 飾 黑龍，雷義霆的手下，鬼頭添的兒子
- 張文傑 飾 喪B，黑龍的手下
- 鄧智堅 飾 彭利宏，金豐原集團及成利銀行少東

## 評價
暴力和血腥鏡頭為《心冤》的賣點之一。不過，過分血腥和聳人聽聞的情節在騰訊視頻版中被“淨化”。重新剪輯之后的版本變得頗為凌亂，觀眾不花點精力都理不順時間線。除了剪輯的鍋，《心冤》的劇情也不夠嚴謹。不過，《心冤》的確拍得十分講究，置景、道具、鏡頭語言等都頗有電影感。雖然《心冤》故事有不少漏洞，但惠英紅和謝君豪的對手戲值得好好欣賞。

## 外部連結
- 豆瓣电影上《心冤》的資料 （简体中文）

## 作品的變遷
| 香港 ViuTV 星期日 22:30－23:30                                                                        | 香港 ViuTV 星期日 22:30－23:30        | 香港 ViuTV 星期日 22:30－23:30 |
| --- | ------------------------------------- | ------------------------------ |
| | 心冤 （2020年5月17日－2020年6月21日） |                                |
| 旅巫（22:30－23:00） （2020年4月26日－2020年5月10日）歎息橋製作特輯（23:00－23:30） （2020年5月10日） | 檢法男女2（第21集） （2020年6月28日） |                                |